# Charles B. Farwell
Charles Benjamin Farwell, född 1 juli 1823 i Steuben County, New York, död 23 september 1903 i Lake Forest, Illinois, var en amerikansk republikansk politiker. Han representerade delstaten Illinois i båda kamrarna av USA:s kongress, först i representanthuset 1871–1876 samt 1881–1883 och sedan i senaten 1887–1891.
Farwell flyttade 1838 till Illinois och arbetade som lantmätare och jordbrukare fram till 1844. Han var sedan verksam inom bank- och fastighetsbranscherna samt partihandeln i Chicago.
Farwell blev invald i representanthuset i kongressvalet 1870 och omvaldes två år senare. Demokraten John V. Le Moyne överklagade framgångsrikt valresultatet av kongressvalet 1874 och ersatte Farwell i representanthuset år 1876.
Farwell tillträdde 1881 på nytt som kongressledamot och efterträddes två år senare av George R. Davis. Senator John A. Logan avled i ämbetet i december 1886 och Farwell tillträdde som senator i januari 1887. Han efterträddes 1891 av John M. Palmer. Farwell avled 1903 och gravsattes på Rosehill Cemetery i Chicago.